# Grantchester (TV-serie)
Grantchester är en brittisk TV-serie som utspelar sig under 1950-talet i det lilla samhället Grantchester i Cambridgeshire. Den sänds i ITV och hade premiär i oktober 2014 med James Norton i huvudrollen som kyrkoherden Sidney Chambers i tätt samarbete med den lokala kriminalinspektören Geordie Keating, spelad av Robson Green. Från och med säsong fyra ersätts Sidney Chambers av kyrkoherden William Davenport (Tom Brittney). I säsong nio flyttar Davenport och ersätts av kyrkoherden Alphy Kotteram ( Rishi Nair).
Serien har spelats in i nio säsonger och är baserad på kriminalromanserien "Morden i Grantchester" av James Runcie.

## Handling

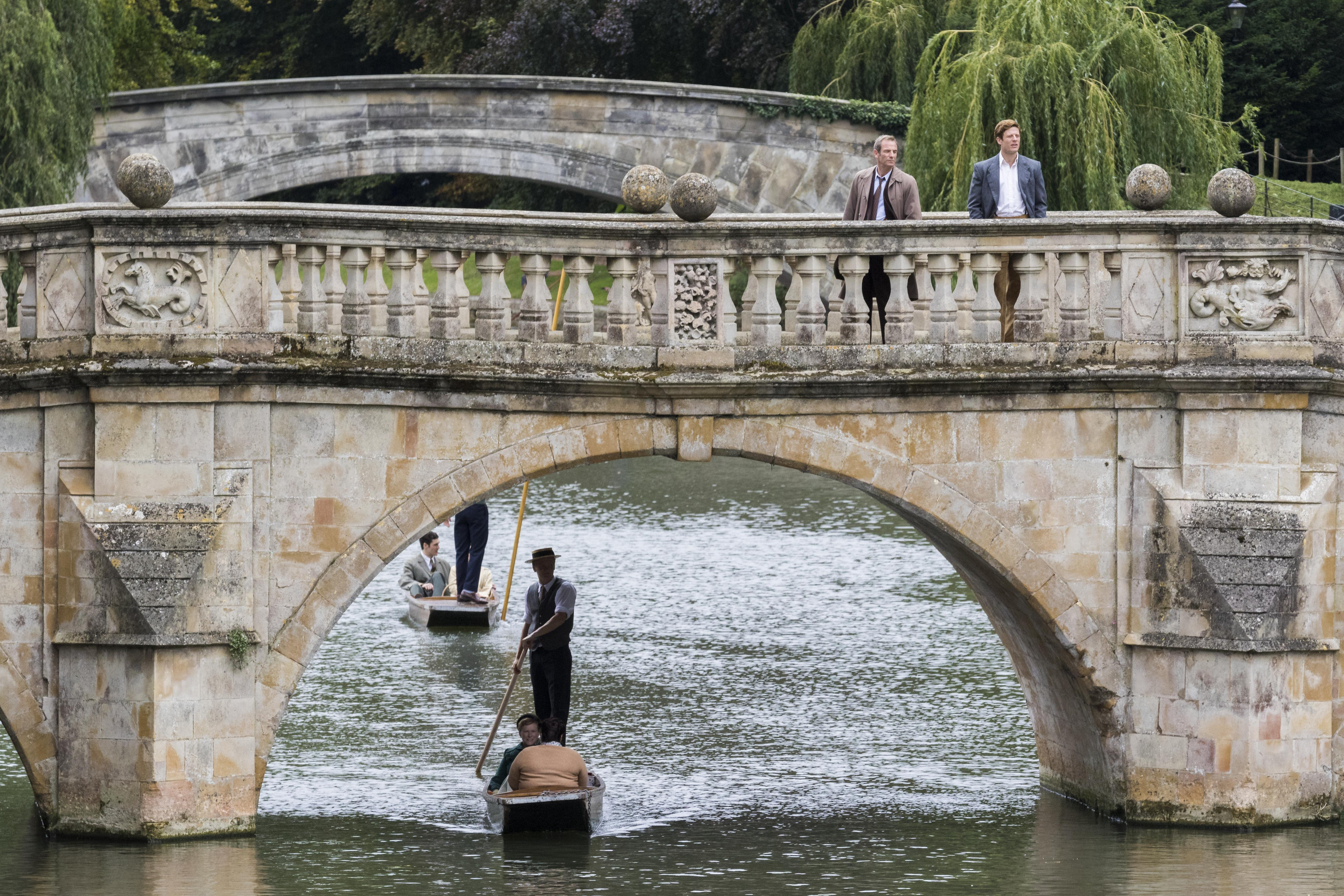
Robson Green och James Norton under inspelningen av Grantchester stående på Clare College Bridge, Cambridge september 2015.

Handlingen kretsar kring duon Sidney Chambers och Geordie Keating som möts 1953 och som tillsammans löser lokala kriminalfall. Chambers är kyrkoherden i Grantchester och plågas tidvis av sina erfarenheter från andra världskriget när han var i armén. Keating är samhällets kriminalinspektör och både överarbetad och metodisk i samarbetet med att lösa brottsfallen ihop med Chambers. Parallellt med att duon löser fallen finns Sidneys relation till väninnan Amanda, spelad av Morven Christie. Serien berör också 1950-talets homofobi i Storbritannien.